# Адлванг
Адлванг (нім. Adlwang) — комуна (нім. Gemeinde) в Австрії, у федеральній землі Верхня Австрія. 
Входить до складу округу Штайр.  Населення становить 1644 чоловіки (станом на 31 грудня 2005 року). Займає площу 17 км². 

## Політична ситуація
Бургомістр комуни — Франц Хісльмайр (АНП) за результатами виборів 2003 року.
Рада представників комуни (нім. Gemeinderat) складається з 19 місць.
- АНП займає 12 місць.
- СДПА займає 5 місць.
- АПС займає 2 місця.